# Norbert Vollertsen
Norbert Vollertsen (* 10. Februar 1958 in Düsseldorf) ist ein deutscher Arzt und Aktivist für Menschenrechte in Nordkorea, der eine nordkoreanische Freundschaftsmedaille erhielt. 

## Leben
Vollertsen studierte Medizin und legte 1985 sein letztes Examen ab, bevor er eineinhalb Jahre auf den Malediven als Notarzt tätig war. Ab 1989 lebte der promovierte Kinderarzt mit seiner Frau in Göttingen, mit der er vier Söhne bekam. Er protestierte gegen eine seiner Meinung nach zu einseitige und apparate- und pharmalastige Medizin, die sich zu wenig am Menschen orientiert und stritt sich mit den Gesundheitsbehörden und den Medizinalverbänden. 1998 wurde Vollertsen in Göttingen zu einer Geldstrafe von 3000 Mark verurteilt, weil er in einem Gerichtssaal mit einer Schreckschusspistole und einer Spritze hantierte, um damit gegen die deutsche Gesundheitspolitik zu protestieren. Nachdem seine Ehe in die Brüche gegangen war, sah er 1999 den Film Patch Adams und schloss am nächsten Tag seine Praxis, um sich dem deutschen Notärzte-Komitee Cap Anamur anzuschließen.

## Arzt in Nordkorea
Vollertsen trat dem Verein Cap Anamur – Deutsche Not-Ärzte bei, um vorübergehend im Ausland zu arbeiten. Man ließ ihm die Wahl zwischen Nordkorea und Südsudan. Da er nirgendwo einen Reiseführer über Nordkorea finden konnte, entschied er sich 1999 für Nordkorea. Dort arbeitete er 18 Monate und führte darüber Tagebuch.
Am ersten Tag nach seiner Ankunft erlebte er in einem Krankenhaus in Sinwon, einer Stadt unweit der Hafenstadt Haeju die erste Operation in Nordkorea: Eine Blinddarmoperation ohne jede Art von Narkose. Im Krankenhaus musste mit Tageslicht operiert werden und es mangelte an Medikamenten und Hygiene.
Kurz nach seiner Ankunft in Haeju wurde ein Mann in das Krankenhaus eingeliefert, dessen Haut durch einen Arbeitsunfall mit heißen Eisen zu zwei Dritteln verbrannt war und akute Lebensgefahr bestand. Es wurde eine Transplantation organisiert, zu der 150 Ärzte und Schwestern ein Stück ihrer Haut spendeten, darunter auch Vollertsen. Vollertsen erlangte durch die Berichterstattung in den lokalen nordkoreanischen Medien eine gewisse Bekanntheit und wurde als Held dargestellt. Ein lokales Fernsehteam berichtete, als er ein zweites Mal Haut spendete. Vollertsen wurde dafür als erstem Ausländer, zusammen mit Francois Large, die Freundschaftsmedaille und ein VIP-Pass verliehen.
Dank der Freundschaftsmedaille, die er seitdem sichtbar trug, dem VIP-Pass und seiner koreanischen Sprachkenntnisse gelang es ihm, einen nordkoreanischen Führerschein zu machen. Er erhielt ein eigenes Auto und durfte sich ohne Dolmetscher oder offizieller Begleitung allein im Land bewegen. Uniformierte verlangten keine weiteren Genehmigungen oder Dokumente, sondern ermöglichten ihm Zugang zu vielen Orten, an denen kein westlicher Mensch vorher gewesen war. Er wurde Zeuge der Unterernährung, während sich Parteikader in neuen Mercedes-Benz durch das Land chauffieren ließen. So fotografierte er heimlich seine Patienten und ihre baufälligen Unterkünfte und beließ es nicht beim Besuch der ihm zugewiesenen zehn Krankenhäuser und drei Waisenhäuser. Er sah zerbrochene Bierflaschen als Tropf. Antibiotika waren nicht vorhanden. Mangels Medikamenten und Verbandsstoffen wurden keine größeren Operationen durchgeführt.
Auf einer Dienstreise zusammen mit einer deutschen Krankenschwester nach Pukchang, 50 Kilometer nördlich von Pjöngjang sah er einen Anfang 20-Jährigen Uniformierten mitten auf der Straße liegen und zwang seinen Fahrer, zu halten. Unter dem Hemd des Toten fand er Narben an Hals und Rücken. Die Krankenschwester meinte dazu, dass der Mann gefoltert wurde.

## Menschenrechtsaktivist
Nach diesen Erlebnissen entschloss er sich, entgegen den Gepflogenheiten für Personal auf humanitären Einsätzen, etwas zu unternehmen. Er erkundigte sich nach dem Grund für die Verletzungen des jungen Soldaten, aber erhielt keine Antworten. Allerdings verschwanden daraufhin sein Fahrer und Übersetzer. Er schrieb eine „Erklärung humanitärer Prinzipien“ auf, in der er die Regierung der Misshandlung und Folter beschuldigte und gab diese an deutsche Journalisten und ein Mitglied des US-Kongresses, der sich auf einer Reise in Nordkorea aufhielt, weiter.
Den Besuch von US-Außenministerin Madeleine Albright im Oktober 2000 in Nordkorea nutzte Vollertsen, um einige internationale Journalisten auf die täglich am Stadtrand Pjöngjangs einströmenden Hungernden aufmerksam zu machen. Er warf dem Kim-Regime vor, einen bedeutenden Teil der großen internationalen Nahrungshilfe nicht an die Ärmsten zu verteilen. Keiner ausländischen Organisationen ist erlaubt, in Nordkorea die Verteilung ihrer Hilfsgüter selbst zu beobachten oder zu überwachen. Keine Organisation weiß, ob ihre Hilfsgüter den Kadern oder Armeeangehörigen geschenkt oder im Ausland verkauft werden. Obwohl Vollertsen von gelieferten Medikamenten und Bandagen wusste, waren sie in den Krankenhäusern nicht verfügbar. Nicht einmal das Internationale Komitee vom Roten Kreuz erhält Zugang zu den „Reforminstitutionen“, in denen ganze Familien eingesperrt werden, wenn eines ihrer Mitglieder dem Regime durch eine Äußerung oder Handlung, wie z. B. Flucht nach China zweifelhaft erscheint.
In den nordkoreanischen Medien wurde Vollertsen dafür kritisiert und berichtete von zerstochenen Reifen und fehlender Bremsflüssigkeit bei seinem Auto, wodurch er zur Ausreise getrieben werden sollte. Zum 30. Dezember 2000 wurde er ausgewiesen und musste Nordkorea per Zug nach China verlassen. Von dort reiste Vollertsen in die südkoreanische Hauptstadt Seoul, wo er eine Kampagne gegen das nordkoreanische Regime und für nordkoreanische Flüchtlinge startete, die er in Südkorea, China und Thailand traf. Er reiste mit Hilfsgütern an die Demarkationslinie in Panmunjom und wollte eine Stegreifrede über Menschenrechte halten, wofür er festgenommen wurde. Eine Demonstration vor der chinesischen Botschaft in Seoul wurde von der südkoreanischen Polizei gewaltsam aufgelöst, wobei er und die nordkoreanischen Flüchtlinge zusammengeschlagen worden sein sollen.
Er wollte mit Aktionen, wie dem Befördern von kleinen Radios mit Luftballons über die innerkoreanische Grenze oder über das Meer, gegen das nordkoreanische Regime agieren und Medienaufmerksamkeit erzeugen, wurde aber von den südkoreanischen Behörden verhaftet, da es sich um eine unangemeldete Demonstration handelte.
Die Sechs-Parteien-Gespräche und die Olympischen Spiele in Peking wollte er nutzen, um mehr Öffentlichkeit über Nordkorea zu erzeugen, das er mit einem Konzentrationslager verglich. Er verwies auf Artikel 45ff. des nordkoreanischen Strafgesetzbuchs. Vollertsen beklagt unter anderem das Fehlen jeder Freiheit der Rede, der Bewegung, der Presse und des Glaubens. Obwohl die christliche Kirche in Pjöngjang angeblich 3000 aktive Mitglieder besitzt und wöchentlich einen Sonntagsgottesdienst abhält, berichtete er, dass die Stühle und Bänke eine unübersehbare Staubschicht aufwiesen. Vollertsen sah an keinem Sonntag irgendwelche Aktivitäten dort. Er warf Kim Jong-il, dem inzwischen verstorbenen Generalsekretär der nordkoreanischen Partei der Arbeit Koreas, Völkermord vor.
Nach drei Jahren in Seoul berichtete er, dass seine Familie in Deutschland Ziel von Morddrohungen wurde und er bei einer Demonstration von Nordkoreanern in Südkorea angegriffen und von der anwesenden südkoreanischen Polizei nicht geschützt, sondern geschlagen wurde. Bei einem Besuch von US-Außenministerin Condoleezza Rice in Südkorea sollen ihn auch US-Sicherheitsleute geschlagen haben, als er am 21. März 2005 ein Poster entrollen wollte, mit dem er gegen den Hunger in Nordkorea protestieren wollte.
Von Januar bis Mai 2005 arbeitete Vollertsen als Notarzt in Banda Aceh, Indonesien und versorgte Opfer des Tsunamis, kehrte aber mit den übrigen Hilfsteams nicht nach Deutschland, sondern nach Südkorea zurück, um an drei weiteren, nicht genehmigten politischen Veranstaltungen teilzunehmen. Am 4. Juni 2005 wurde er deswegen aus Südkorea ausgewiesen.
2007 versorgte er Flüchtlinge in Kambodscha medizinisch.

## Gerichtsprozesse
Nachdem er bereits 1998 von einem Göttinger Gericht zu einer Geldstrafe wegen seiner politischen Proteste verurteilt wurde und er auch in Südkorea Probleme mit den Behörden hatte, verurteilte ihn das Landgericht Göttingen am 11. Juni 2013 wegen mehrfachen Missbrauchs einer 13-Jährigen zu drei Jahren Freiheitsstrafe.